# Kleiner Köllnsee
Der Kleine Köllnsee ist ein kleiner natürlicher See im Naturraum des Neustrelitzer Kleinseenlandes und im Naturpark Uckermärkische Seen im Landkreis Uckermark (Brandenburg). Er liegt auf der Gemarkung von Retzow, einem Ortsteil der Stadt Lychen.

## Geographische Lage und Hydrographie
Der kleine See hat die Form eines stark gerundeten Dreiecks. Er hat eine maximale Länge von 140 m bei einer Breite von ca. 100 m. Der Seespiegel liegt auf 61 m über NN. Die Grenze zwischen Mecklenburg-Vorpommern und Brandenburg zieht von Südwesten kommend auf das Westende des Sees zu, dem Fließ entlang zum Kleinen Brückentinsee, der noch zu Brandenburg gehört, und von dort dem Fließ entlang zum Großen Brückentinsee und ein Stück an dessen Ostufer entlang; der Große Brückentinsee liegt ansonsten vollständig in Mecklenburg-Vorpommern. 
Der See liegt völlig im Wald und ist nicht über Wege zu erreichen.

## Geschichte
Der See wird bereits 1299 erstmals urkundlich genannt (als „Lutke Kelle“); er gehörte zur Erstausstattung des Klosters Himmelpfort. Der Name ist abgeleitet von mnd. kelle = großer Schöpflöffel, nach der gerundeten Form des Sees. Der Zusatz klein entstand zur Unterscheidung von dem geringfügig größeren Großen Köllnsee, der nur 170 m östlich davon liegt.